# Самарская духовная семинария
Сама́рская духо́вная семина́рия — высшее учебное заведение Русской православной церкви.

## История
Открыта 9 сентября 1858 года по решению Священного Синода при правящем епископе Феофиле (Надеждине). Первый ректор — профессор Херсонской семинарии архимандрит Геннадий (Левицкий).
Состояла из трёх двухгодичных отделений:
- На низшем отделении изучались следующие предметы: российская словесность, алгебра, геометрия, всеобщая история, латинский и греческий языки, катехизис, пасхалия, введение в литургику и Священное Писание Ветхого Завета.
- На среднем отделении изучались: логика, психология, естествознание, физика, русская история, библейская история, герменевтика, патристика, Священное Писание Ветхого Завета и древние языки.
- На высшем отделении изучались: догматическое богословие, Священное Писание Нового Завета, нравственное богословие, пастырское богословие, обличительное богословие, литургика, гомилетика, каноническое право, общая церковная история, история Русской Церкви, а также немецкий и французский языки, медицина и сельское хозяйство.

Первоначально Семинария не имела собственного здания, располагаясь в доме купца Лаптева напротив Вознесенского собора.
Благословение Святейшего Правительствующего Синода на строительство здания Семинарии было получено самарским епископом Герасимом (Добросердовым) в 1867 году.
В 1869 году, на праздник святых первоверховных апостолов Петра и Павла, было торжественно освящено место под строительство. Строительство было закончено к августу 1872 года по адресу «Ул. Соборная, д. 157, близ Кафедрального собора».
Семинария имела свою церковь, которая была освящена в 1872 году во имя святого апостола и евангелиста Иоанна Богослова.
После Октябрьской революции, в 1918 году, Самарская семинария была закрыта.
В настоящее время в здании дореволюционной Самарской духовной семинарии располагается несколько корпусов Самарского государственного технического университета: Факультет машиностроения, металлургии и транспорта (учебный корпус № 3)  и военный учебный центр (учебный корпус № 5).
В 1994 году в Самаре открыто Самарское епархиальное духовное училище. Решением Священного Синода от 17 июля 1997 года Самарскому Епархиальному Духовному училищу был придан статус духовной семинарии.
28 декабря 2018 года Священный Синод Русской православной церкви констатировал, что семинария имеет «существенные недостатки в обеспечении учебного процесса и реализации программ подготовки священнослужителей» и постановил приостановить набор студентов на магистерские программы с 2019/2020 учебного года до исправления ситуации и ходатайства Учебного комитета Русской православной церкви о возобновлении набора.

## Ректоры
- Геннадий (Левицкий) (13.07. 1858—1859)
- Герман (Осецкий) (22.08. 1859—1862)
- Серапион (Маевский) (1.12. 1862—1869)
- Владимир (Никольский) (10.07. 1869 — 16.03. 1875)
- Тихон (Клитин) (9 июля 1875—1882)
- Третьяков, Иаков Иванович (28.09. 1882 — 15.04. 1887)
- Лаврский, Валериан Викторович (1887) и. д.
- Антоний (Флоренсов) (июнь 1887—1890)
- Серафим (Мещеряков) (1890—1893)
- Филипп (Бекаревич) (1893—1897)
- Боголюбский, Николай Иванович (16 июль 1897—1902)
- Вениамин (Казанский) (1902—1905)
- Неофит (Осипов) (17 октября 1905 — 24 ноября 1909)
- Виссарион (Зорнин) (24 ноября 1909 — 11 марта 1914)
- Иерофей (Померанцев) (12 августа 1914 — 16 января 1916)
- Сергий (Полеткин) (17 июля 1997 — 7 марта 2018)
- Протоиерей Максим Кокарев (с 24 сентября 2021 года; и. о. 7 марта 2018 — 24 сентября 2021)[6].